# Rosario Prieto
Rosario de los Milagros Prieto Pérez (República Dominicana, 13 de abril de 1942), más conocida como Rosario Prieto, es una actriz, humorista, exbailarina y exvedette dominicana radicada en Venezuela que ha sobresalido en el género melodramático (telenovelas). Entre sus últimos trabajos destaca su participación en la telenovela de Venevisión Amor secreto, donde interpreta a Coromoto.

## Carrera
Nacida en República Dominicana, fue adoptada por españoles y cuando tenía año y medio, Rosario Prieto arribó a Venezuela con sus padres adoptivos quienes eran refugiados políticos.[cita requerida] Posee nacionalidad Dominicana y Venezolana.
En 1959, Jorge Citino era el coreógrafo de ese programa y, en su ardua búsqueda por todas las academias de Caracas para encontrar a una bailarina clásica, seleccionó a Rosario Prieto para formar parte de El Show de Renny Ottolina, donde integró el grupo de mujeres denominado "Las Chicas de Renny" que incluyeron personalidades como Mery Cortez, Marina Baura, María Gracia Bianchi, Ingrid Bolaw (más tarde Ingrid Garbo), Gudelia Castillo, Liduvina Ramírez, las gemelas Jeanette y Zayda García y Elizabeth Flores Gil. 
Un día, cuando Rosario Prieto se encontraba bailando en el escenario de "El Show de Renny", conoció a Chucho Sanoja, director de la orquesta de RCTV para ese entonces, y de quien se enamoró y llegó a contraer matrimonio. Fue entonces, cuando nuestra actriz comenzó a explorar el mundo del canto, pues formó parte de la orquesta que dirigía su esposo y estudió con el maestro Eduardo Lanz.
Dos años después de casada, Rosario Prieto tuvo a su primera hija llamada María Eugenia Sanoja Prieto, y más tarde, a sus tres hijos varones quienes fallecieron.
Por ser integrante de la orquesta de RCTV, la cual tenía muchas contrataciones con disqueras internacionales, Rosario Prieto tuvo la oportunidad de viajar a diversos países. En algunas naciones como México, Estados Unidos y España, estudió como oyente en las escuelas de arte escénico. 
Fue entonces cuando tiene interés por explorar otra perspectiva del mundo del espectáculo como es el teatro. Así que decidió tomar clases formales en Venezuela con el profesor Luis Salazar, primer fundador de una escuela de formación actoral en el país.
Rosario Prieto debutó como actriz en RCTV a mediados de los 60. Luego viajó a los Estados Unidos donde estudió coreografía y al regresar a Venezuela en 1964, trabajó en el "Club del Clan" producido por el recién inaugurado canal 8 de CVTV. Durante este tiempo, la actriz tuvo a su segunda hija, Carolina Prieto de Fernández.
En 1979, regresó a RCTV y desde entonces estuvo de manera casi ininterrumpida, hasta el día de su cierre, tanto en producciones dramáticas como en otros espacios de diferente género: humor, concursos, variedades, etc.
Prieto tiene una escuela formadora de talento artístico llamada "Buscando el Actor que todos llevamos dentro". Allí, ha impartido talleres de actuación en televisión, voz y dicción, análisis de texto y expresión corporal.
El 25 de junio de 2022 la actriz sufrió un infarto como consecuencia de sufrir la enfermedad de Parkinson, un trastorno degenerativo crónico que mantiene delicada su condición de salud.

## Filmografía

### Televisión
| 2020 | Almas en pena               | Sra Elisa                   | RCTV Producciones |
| 2018 | Locos y peligrosos          | Erasma                      | Película          |
| 2017 | Más vivos que nunca         | Paloma                      | Película          |
| 2015 | Amor secreto                | Coromoto                    | Venevisión        |
| 2012 | Teresa en tres estaciones   | Doña Petra Bautista         | TVes              |
| 2009 | Esto es lo que hay          | Doña Carmen González        | RCTV              |
| 2008 | Nadie me dirá cómo quererte | Doña Gregoria Salas         | RCTV              |
| 2007 | Camaleona                   | Numidia Valecillos          | RCTV              |
| 2005 | Amor a palos                | Doña Zoila Revueltas        | RCTV              |
| 2004 | ¡Qué buena se puso Lola!    | Luz Elena Aguirre           | RCTV              |
| 2002 | Trapos íntimos              | Doña Eulalia Pinzón         | RCTV              |
| 2001 | A calzón quita'o            | Doña Celeste De Contreras   | RCTV              |
| 2000 | Viva la Pepa                | Doña Trina Santaella        | RCTV              |
| 1999 | Mariú                       | Doña Albertina Navarrete    | RCTV              |
| 1999 | Mujer secreta               | Evencia de Romero           | RCTV              |
| 1997 | María de los Ángeles        | Gertrudis Marquez           | RCTV              |
| 1996 | Los amores de Anita Peña    | Pancha Mata "mamá Pancha"   | RCTV              |
| 1994 | Pura sangre                 | Estacia Briceño             | RCTV              |
| 1994 | Alejandra                   | María de Bustamante         | RCTV              |
| 1994 | De oro puro                 | Fausta Gómez                | RCTV              |
| 1991 | El desprecio                | Brigida Albornoz            | RCTV              |
| 1990 | De mujeres                  | Leticia                     | RCTV              |
| 1989 | Amanda Sabater              | Bruja Morgana               | RCTV              |
| 1989 | Rubí rebelde                | Dorila                      | RCTV              |
| 1988 | La Muchacha Del Circo       | Herminia Villas             | RCTV              |
| 1987 | Mi amada Beatriz            | Miguelina Paredes ("Maíta") | RCTV              |
| 1986 | Atrévete                    | Daría Sepúlveda             | RCTV              |
| 1986 | Mansión de Luxe             | Margarita Luchester         | RCTV              |
| 1984 | Topacio                     | Doña Pura                   | RCTV              |
| 1984 | Rebeca                      | Idalina                     | RCTV              |
| 1984 | La salvaje                  | Anaminta                    | RCTV              |
| 1984 | Leonela                     | Señora de Rodríguez         | RCTV              |
| 1982 | La Goajirita                | Leonor Boscán               | RCTV              |
| 1981 | Amada mía                   | RCTV                        |                   |
| 1981 | Maite                       | Camila                      | RCTV              |
| 1981 | Angelito                    | Celia                       | RCTV              |
| 1981 | Marta y Javier              | Lucía Pérez                 | RCTV              |
| 1980 | Pensión Amalia              |                             | RCTV              |
| 1980 | Rosa Campos, provinciana    | Elena                       | RCTV              |
| 1977 | Stella                      |                             | VTV               |
| 1974 | Ojo por ojo                 |                             | VTV               |
| 1973 | Gabriela                    | Mariposa                    | CVTV              |
| 1973 | Mily                        | Diana Tormento              | CVTV              |
| 1971 | La consentida de papá       | Violeta Márquez             | CVTV              |
| 1971 | Cuando se quiere ser feliz  | Viviana                     | CVTV              |
| 1971 | El Amo                      |                             | CVTV              |
| 1970 | Simplemente María           | Paola                       | CVTV              |
| 1969 | Encrucijada                 |                             | CVTV              |
| 1966 | La gata                     |                             | CVTV              |

## Reconocimientos

#### Premios ACACV
| Año  | Categoría               | Película            | Resultado |
| ---- | ----------------------- | ------------------- | --------- |
| 2018 | Mejor Actriz de Reparto | Más vivos que nunca | Ganadora  |